# 瓦连京·德米特里耶夫
瓦连京·伊万诺维奇·德米特里耶夫（俄語：Валентин Иванович Дмитриев，1927年5月27日—2020年8月22日），苏联政治人物，外交官。前苏联共产党中央委员会候补委员（1981年－1990年），驻埃塞俄比亚大使（1986年－1990年）。苏联第十届、第十一届最高苏维埃代表。

## 生平
1927年生于克拉斯诺亚尔斯克边疆区季内村（现位于下因加什區）。曾在太平洋舰队服役，参加过第二次世界大战。1955年毕业于敖德萨水利工程学院，1956年开始在马格尼托哥尔斯克从事建筑业。1959年，任苏共马格尼托哥尔斯克地委书记（负责建筑业），马格尼托哥尔斯克信托公司党委书记。1962年至1970年，担任苏共马格尼托哥尔斯克市委第一书记。1971年毕业于苏共中央高级党校函授班。1970年至1979年，担任苏共车里雅宾斯克市委第一书记。1980年至1986年，任拉脱维亚共产党中央委员会第二书记。1986年至1990年，担任驻埃塞俄比亚大使。2020年8月22日在莫斯科逝世。